# Terlipresyna
Terlipresyna – organiczny związek chemiczny, 11-aminokwasowy peptyd, syntetyczny analog wazopresyny. Stanowi związek nieaktywny, ulegający w organizmie przemianie przez enzymy osoczowe i tkankowe do czynnej lipresyny. Lipresyna wykazuje wybiórcze działanie na receptor V1, a za jego pośrednictwem kurczy mięśnie gładkie naczyń krwionośnych. Stosowana w leczeniu gwałtownych krwawień (np. z żylaków przełyku, mięśniaków macicy lub w III okresie porodu). Silnie pobudza układ chłonny w czasie fazy lutealnej cyklu miesiączkowego oraz w ciąży.